# Marco Mengoni

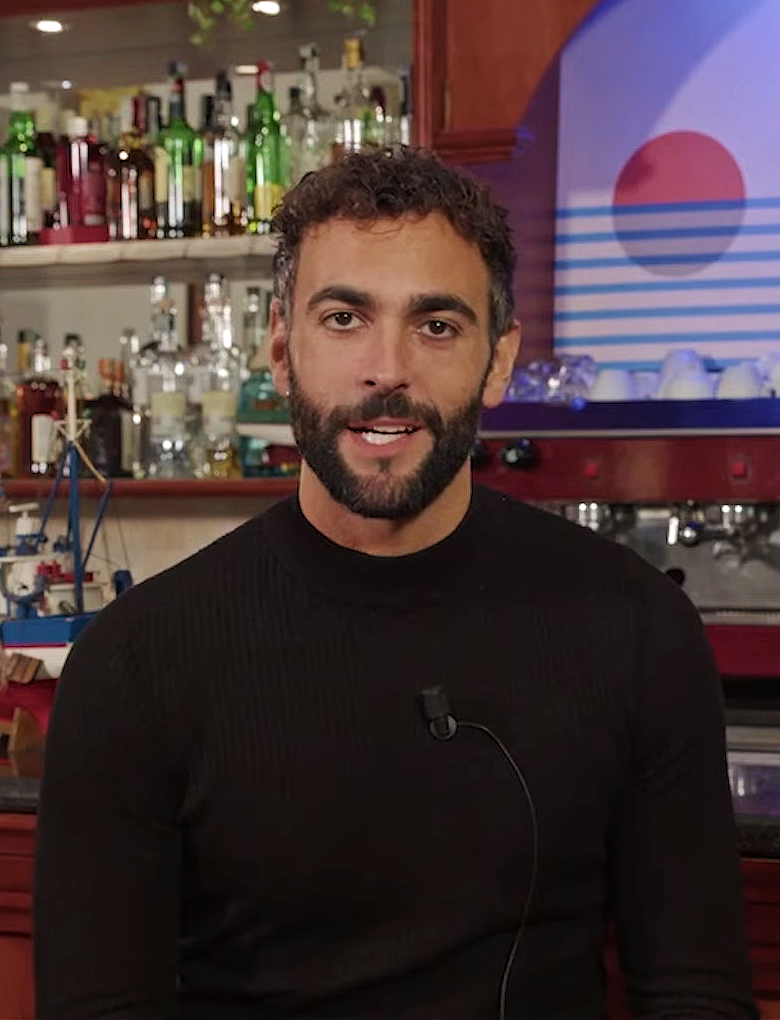
Marco Mengoni (2023)

Marco Mengoni (* 25. Dezember 1988 in Ronciglione) ist ein italienischer Popsänger. Bekannt wurde er als Sieger der Castingshow X Factor (2009) sowie der Sanremo-Festivals 2013 und 2023.

## Karriere
Mengoni nahm 2009 im Team von Morgan an der dritten Staffel von X Factor teil und konnte sich den Sieg sichern. Gleich nach diesem Erfolg stieg sein von Saverio Grandi und Bungaro geschriebenes Finallied Dove si vola auf Platz eins der italienischen Charts ein. Die gleichnamige sieben Titel umfassende EP schaffte es auch in die Top 10 der Albumcharts. Im Jahr darauf nahm er mit dem Lied Credimi ancora am Sanremo-Festival 2010 teil und belegte dort den dritten Platz. Direkt im Anschluss erschien seine zweite 7-Track-EP Re matto, mit dem er vier Wochen die Charts anführte. Ein Livealbum mit demselben Titel erreichte im Oktober nochmals Platz eins. Erfolg hatte Mengoni auch mit der Single In un giorno qualunque.
Im Mai 2010 wurde der Sänger bei den von MTV Italien vergebenen TRL Awards als Man of the Year ausgezeichnet. Bei den MTV Europe Music Awards 2010 war Mengoni einer der fünf Nominierten in der Kategorie Bester italienischer Künstler. Schließlich gewann er nicht nur die nationale Entscheidung, sondern wurde auch als Bester europäischer Act ausgezeichnet. 2011 meldete er sich mit der Single Solo und schließlich dem Album Solo 2.0 zurück, das erneut die Chartspitze erreichte.

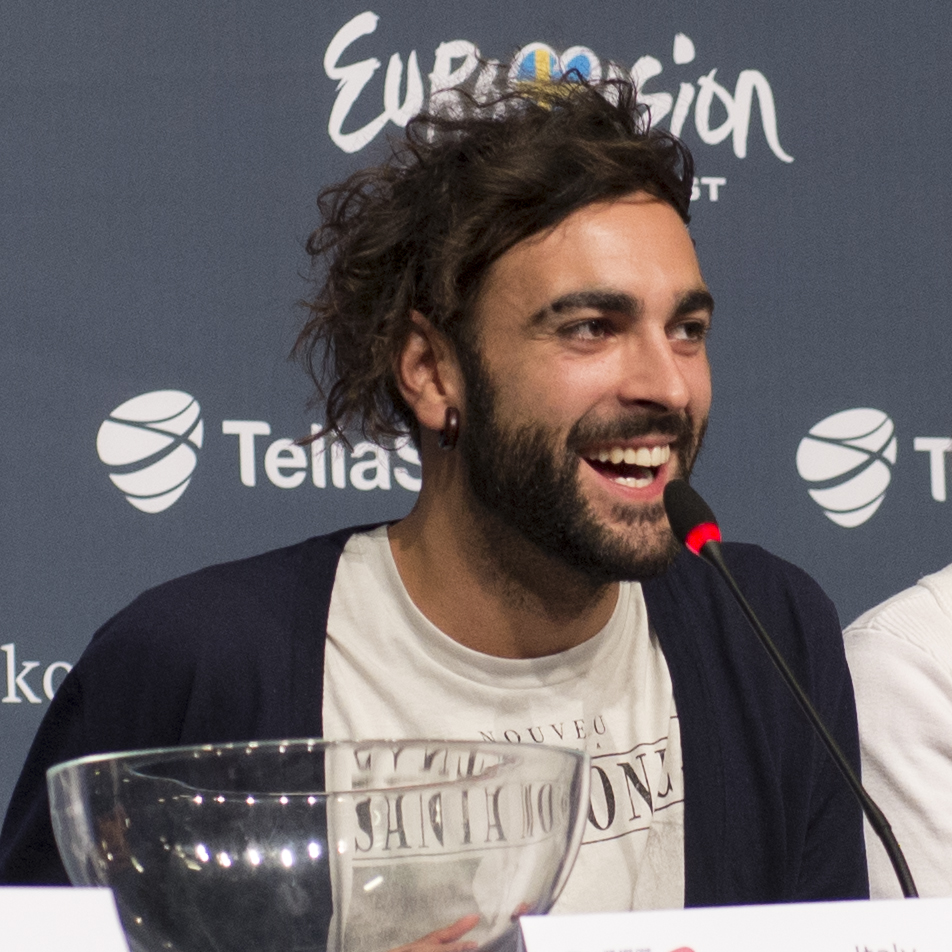
Mengoni beim Eurovision Song Contest 2013

2013 ging Mengoni zum zweiten Mal beim Sanremo-Festival ins Rennen. Dort präsentierte er Bellissimo und L’essenziale und konnte mit letzterem den Wettbewerb für sich entscheiden. Gleichzeitig wurde er als Repräsentant Italiens für den Eurovision Song Contest 2013 ausgewählt. Im März erschien mit #Prontoacorrere das nächste erfolgreiche Album des Sängers, mit Liedern wie Pronto a correre oder Non passerai. Beim ESC in Malmö sang er im Mai erneut sein Sanremo-Siegerlied und konnte damit den siebten Platz erreichen. 2014 veröffentlichte Mengoni auch eine spanische Version seines letzten Albums.
Der Nummer-eins-Hit Guerriero (geschrieben von Fortunato Zampaglione) leitete Ende 2014 das nächste Studioalbum Parole in circolo ein. Dieses erschien Anfang 2015 und wurde noch im selben Jahr von Le cose che non ho gefolgt, womit Mengoni zwei Nummer-eins-Alben in einem Jahr vorzuweisen hatte. Auch die Single Ti ho voluto bene veramente (erneut aus der Feder von Zampaglione) erreichte die Chartspitze. Nach diesem intensiven und erfolgreichen Jahr veröffentlichte der Sänger 2016 zunächst das Album Liberando palabras (spanische Version von Parole in circolo) und dann in seiner Heimat ein Livealbum.
2017 wurde es ruhiger um Mengoni, Ende des Jahres hatte er zusammen mit Giorgia und dem Lied Come neve einen kleineren Erfolg. Erst Ende 2018 kehrte er mit der gleichzeitigen Veröffentlichung der Singles Voglio und Buona vita ins Rampenlicht zurück und konnte mit dem Album Atlantico ein weiteres Nummer-eins-Album landen. Für die dritte Single Hola (I Say) arbeitete er mit dem britischen Musiker Tom Walker zusammen. 2019 folgten weitere Singles und ein Livealbum.
Anfang 2021 meldete Mengoni sich mit Venere e marte zurück, einem Lied mit Takagi & Ketra & Frah Quintale. Im Sommer dieses Jahres präsentierte er die neue Single Ma stasera, produziert von Purple Disco Machine. Die Single ging dem sechsten Studioalbum Materia (Terra) voraus, das Ende 2021 erschien. Das Album ist als Trilogie ausgelegt, der zweite Teil Materia (Pelle) folgte 2022. Beim Sanremo-Festival 2023 gewann Mengoni mit dem Lied Due vite. Er vertrat damit Italien zum zweiten Mal beim Eurovision Song Contest und erreichte den vierten Platz.

## Diskografie

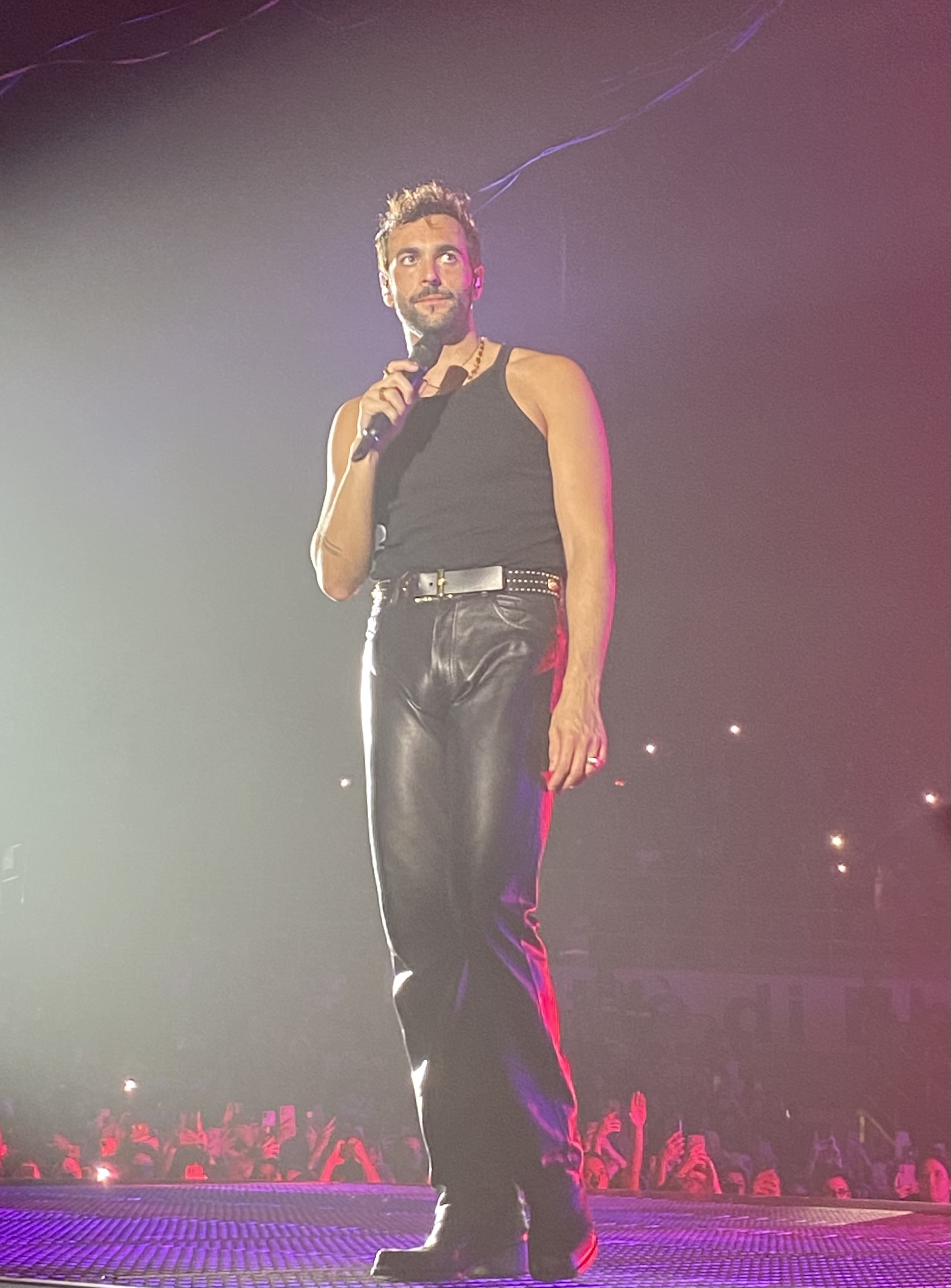
Mengoni bei einem Auftritt im Jahr 2022

### Studioalben
| Jahr | Titel Musiklabel                   | Höchstplatzierung, Gesamtwochen, AuszeichnungChartplatzierungen (Jahr, Titel, Musiklabel, Platzierungen, Wochen, Auszeichnungen, Anmerkungen) | Höchstplatzierung, Gesamtwochen, AuszeichnungChartplatzierungen (Jahr, Titel, Musiklabel, Platzierungen, Wochen, Auszeichnungen, Anmerkungen) | Anmerkungen                                                 | [↑]: gemeinsam behandelt mit vorhergehendem Eintrag; [←]: in beiden Charts platziert |
| Jahr | Titel Musiklabel                   | IT | CH | Anmerkungen                                                 |                                                                                      |
| ---- | ---------------------------------- | --- | --- | ----------------------------------------------------------- | ------------------------------------------------------------------------------------ |
| 2011 | Solo 2.0 Sony Music                | IT1 Gold · (18 Wo.)IT | — | Erstveröffentlichung: 27. September 2011 Verkäufe: + 30.000 |                                                                                      |
| 2013 | #Prontoacorrere Sony Music         | IT1 ×3Dreifachplatin · (110 Wo.)IT | CH52 (4 Wo.)CH | Erstveröffentlichung: 19. März 2013 Verkäufe: + 150.000     |                                                                                      |
| 2015 | Parole in circolo Sony Music       | IT1 ×4Vierfachplatin · (99 Wo.)IT | CH14 (12 Wo.)CH | Erstveröffentlichung: 13. Januar 2015 Verkäufe: + 200.000   |                                                                                      |
| 2015 | Le cose che non ho Sony Music      | IT1 ×4Vierfachplatin · (61 Wo.)IT | CH8 (10 Wo.)CH | Erstveröffentlichung: 4. Dezember 2015 Verkäufe: + 200.000  |                                                                                      |
| 2018 | Atlantico Sony Music               | IT1 ×4Vierfachplatin · (47 Wo.)IT | CH20 (7 Wo.)CH | Erstveröffentlichung: 30. November 2018 Verkäufe: + 200.000 |                                                                                      |
| 2021 | Materia (Terra) Sony Music         | IT1 ×6Sechsfachplatin · (… Wo.)IT | CH32 (5 Wo.)CH | Erstveröffentlichung: 3. Dezember 2021 Verkäufe: + 300.000  |                                                                                      |
| 2022 | Materia (Pelle) Sony Music[IT: ↑]  | IT1 ×6Sechsfachplatin · (… Wo.)IT | CH43 (2 Wo.)CH | Erstveröffentlichung: 25. Dezember 2022                     |                                                                                      |
| 2023 | Materia (Prisma) Sony Music[IT: ↑] | IT1 ×6Sechsfachplatin · (… Wo.)IT | CH4 (4 Wo.)CH | Erstveröffentlichung: 26. Mai 2023                          |                                                                                      |

### Livealben
| Jahr | Titel Musiklabel              | Höchstplatzierung, Gesamtwochen, AuszeichnungChartplatzierungen (Jahr, Titel, Musiklabel, Platzierungen, Wochen, Auszeichnungen, Anmerkungen) | Höchstplatzierung, Gesamtwochen, AuszeichnungChartplatzierungen (Jahr, Titel, Musiklabel, Platzierungen, Wochen, Auszeichnungen, Anmerkungen) | Anmerkungen                                                 |
| Jahr | Titel Musiklabel              | IT | CH | Anmerkungen                                                 |
| ---- | ----------------------------- | --- | --- | ----------------------------------------------------------- |
| 2010 | Re matto Live Sony Music      | IT1 (29 Wo.)IT | — | Erstveröffentlichung: 19. Oktober 2010                      |
| 2016 | Marco Mengoni Live Sony Music | IT1 ×2Doppelplatin · (30 Wo.)IT | CH22 (3 Wo.)CH | Erstveröffentlichung: 25. November 2016 Verkäufe: + 100.000 |
| 2019 | Atlantico on Tour Sony Music  | IT2 (49 Wo.)IT | — | Erstveröffentlichung: 25. Oktober 2019                      |

### EPs
| Jahr | Titel Musiklabel                | Höchstplatzierung, Gesamtwochen, AuszeichnungChartplatzierungen (Jahr, Titel, Musiklabel, Platzierungen, Wochen, Auszeichnungen, Anmerkungen) | Höchstplatzierung, Gesamtwochen, AuszeichnungChartplatzierungen (Jahr, Titel, Musiklabel, Platzierungen, Wochen, Auszeichnungen, Anmerkungen) | Anmerkungen                                                |
| Jahr | Titel Musiklabel                | IT | CH | Anmerkungen                                                |
| ---- | ------------------------------- | --- | --- | ---------------------------------------------------------- |
| 2009 | Dove si vola Sony Music         | IT9 Platin · (22 Wo.)IT | — | Erstveröffentlichung: 4. Dezember 2009 Verkäufe: + 30.000  |
| 2010 | Re matto Sony Music             | IT1 ×3Dreifachplatin · (45 Wo.)IT | — | Erstveröffentlichung: 19. Februar 2010 Verkäufe: + 180.000 |
| 2014 | #Prontoacorrerespain Sony Music | IT18 (1 Wo.)IT | — | Erstveröffentlichung: 10. Juni 2014                        |

Weitere EPs
- 2017: Onde EP

### Singles
| Jahr | Titel Album                                    | Höchstplatzierung, Gesamtwochen, AuszeichnungChartplatzierungen (Jahr, Titel, Album, Platzierungen, Wochen, Auszeichnungen, Anmerkungen) | Höchstplatzierung, Gesamtwochen, AuszeichnungChartplatzierungen (Jahr, Titel, Album, Platzierungen, Wochen, Auszeichnungen, Anmerkungen) | Höchstplatzierung, Gesamtwochen, AuszeichnungChartplatzierungen (Jahr, Titel, Album, Platzierungen, Wochen, Auszeichnungen, Anmerkungen) | Höchstplatzierung, Gesamtwochen, AuszeichnungChartplatzierungen (Jahr, Titel, Album, Platzierungen, Wochen, Auszeichnungen, Anmerkungen) | Anmerkungen                                                                                  |
| Jahr | Titel Album                                    | IT | DE | AT | CH | Anmerkungen                                                                                  |
| --- | ---------------------------------------------- | --- | --- | --- | --- | -------------------------------------------------------------------------------------------- |
| 2009 | Dove si vola                                   | IT1 (9 Wo.)IT | — | — | — | Erstveröffentlichung: 3. Dezember 2009                                                       |
| 2010 | Credimi ancora Re matto                        | IT3 Platin · (14 Wo.)IT | — | — | — | Erstveröffentlichung: 17. Februar 2010 Verkäufe: + 30.000                                    |
| 2010 | In un giorno qualunque Re matto live           | IT5 Platin · (38 Wo.)IT | — | — | — | Erstveröffentlichung: 1. Oktober 2010 Verkäufe: + 30.000                                     |
| 2011 | Questa notte Re matto live                     | IT65 (1 Wo.)IT | — | — | — | Erstveröffentlichung: 31. Mai 2011                                                           |
| 2011 | Solo Solo 2.0                                  | IT4 (8 Wo.)IT | — | — | — | Erstveröffentlichung: 2. September 2011                                                      |
| 2011 | Tanto il resto cambia Solo 2.0                 | IT66 (5 Wo.)IT | — | — | — | Erstveröffentlichung: 21. Oktober 2011                                                       |
| 2012 | Dall’inferno Solo 2.0                          | IT40 (1 Wo.)IT | — | — | — | Erstveröffentlichung: 27. Januar 2012                                                        |
| 2013 | L’essenziale #Prontoacorrere                   | IT1 ×4Vierfachplatin · (59 Wo.)IT | DE79 (1 Wo.)DE | AT60 (1 Wo.)AT | CH36 (3 Wo.)CH | Erstveröffentlichung: 14. Februar 2013 Verkäufe: + 120.000                                   |
| 2013 | Bellissimo #Prontoacorrere                     | IT17 (3 Wo.)IT | — | — | — | Erstveröffentlichung: 14. Februar 2013                                                       |
| 2013 | Non passerai #Prontoacorrere                   | IT10 Platin · (25 Wo.)IT | — | — | — | Erstveröffentlichung: 26. Februar 2013 Verkäufe: + 30.000                                    |
| 2013 | Non me ne accorgo #Prontoacorrere              | IT16 (8 Wo.)IT | — | — | — | Erstveröffentlichung: 12. März 2013                                                          |
| 2013 | Pronto a correre #Prontoacorrere               | IT7 Platin · (31 Wo.)IT | — | — | — | Erstveröffentlichung: 19. April 2013 Verkäufe: + 30.000                                      |
| 2014 | Incomparable #Prontoacorrerespain              | IT14 (1 Wo.)IT | — | — | — | Erstveröffentlichung: 4. Februar 2014                                                        |
| 2014 | Guerriero Parole in circolo                    | IT1 ×6Sechsfachplatin · (63 Wo.)IT | — | — | — | Erstveröffentlichung: 21. November 2014 Verkäufe: + 300.000                                  |
| 2015 | Esseri umani Parole in circolo                 | IT16 ×2Doppelplatin · (25 Wo.)IT | — | — | — | Erstveröffentlichung: 27. Februar 2015 Verkäufe: + 100.000                                   |
| 2015 | Io ti aspetto Parole in circolo                | IT17 ×2Doppelplatin · (31 Wo.)IT | — | — | — | Erstveröffentlichung: 29. Mai 2015 Verkäufe: + 100.000                                       |
| 2015 | Ti ho voluto bene veramente Le cose che non ho | IT1 ×5Fünffachplatin · (36 Wo.)IT | — | — | CH61 (1 Wo.)CH | Erstveröffentlichung: 16. Oktober 2015 Verkäufe: + 250.000                                   |
| 2016 | Parole in circolo Le cose che non ho           | IT34 ×2Doppelplatin · (21 Wo.)IT | — | — | — | Erstveröffentlichung: 29. Januar 2016 Verkäufe: + 100.000                                    |
| 2016 | Solo due satelliti Le cose che non ho          | IT79 Platin · (13 Wo.)IT | — | — | — | Erstveröffentlichung: 29. April 2016 Verkäufe: + 50.000                                      |
| 2016 | Sai che Marco Mengoni Live                     | IT3 ×2Doppelplatin · (19 Wo.)IT | — | — | — | Erstveröffentlichung: 14. Oktober 2016 Verkäufe: + 100.000                                   |
| 2017 | Onde Onde EP                                   | IT38 Platin · (12 Wo.)IT | — | — | — | Erstveröffentlichung: 16. Juni 2017 Verkäufe: + 50.000                                       |
| 2017 | Come neve Oronero Live (Giorgia)               | IT3 ×2Doppelplatin · (19 Wo.)IT | — | — | CH76 (1 Wo.)CH | Erstveröffentlichung: 1. Dezember 2017 mit Giorgia Verkäufe: + 100.000                       |
| 2018 | Voglio Atlantico                               | IT4 Gold · (9 Wo.)IT | — | — | — | Erstveröffentlichung: 19. Oktober 2018 Verkäufe: + 25.000                                    |
| 2018 | Buona vita Atlantico                           | IT8 (1 Wo.)IT | — | — | — | Erstveröffentlichung: 19. Oktober 2018                                                       |
| 2018 | Hola (I Say) Atlantico                         | IT5 ×3Dreifachplatin · (29 Wo.)IT | — | — | — | Erstveröffentlichung: 30. November 2018 feat. Tom Walker Verkäufe: + 150.000                 |
| 2019 | Muhammad Ali Atlantico                         | IT39 Platin · (21 Wo.)IT | — | — | — | Erstveröffentlichung: 5. April 2019 Verkäufe: + 50.000                                       |
| 2019 | Duemila volte –                                | IT14 Platin · (17 Wo.)IT | — | — | — | Erstveröffentlichung: 4. Oktober 2019 Verkäufe: + 70.000                                     |
| 2021 | Venere e marte –                               | IT2 ×2Doppelplatin · (24 Wo.)IT | — | — | — | Erstveröffentlichung: 8. Januar 2021 Verkäufe: + 140.000; mit Takagi & Ketra & Frah Quintale |
| 2021 | Ma stasera Materia (Terra)                     | IT17 ×3Dreifachplatin · (30 Wo.)IT | — | — | — | Erstveröffentlichung: 18. Juni 2021 Verkäufe: + 300.000                                      |
| 2021 | Cambia un uomo Materia (Terra)                 | IT35 Platin · (14 Wo.)IT | — | — | — | Erstveröffentlichung: 29. Oktober 2021 Verkäufe: + 100.000                                   |
| 2021 | Mi fiderò Materia (Terra)                      | IT12 ×4Vierfachplatin · (49 Wo.)IT | — | — | — | Erstveröffentlichung: 31. Dezember 2021 Verkäufe: + 400.000; feat. Madame                    |
| 2022 | No Stress Materia (Pelle)                      | IT40 Platin · (23 Wo.)IT | — | — | — | Erstveröffentlichung: 6. Mai 2022 Verkäufe: + 100.000                                        |
| 2022 | Tutti i miei ricordi Materia (Pelle)           | IT72 Gold · (6 Wo.)IT | — | — | — | Erstveröffentlichung: 16. September 2022 Verkäufe: + 50.000                                  |
| 2023 | Due vite Materia (Pelle)                       | IT1 ×6Sechsfachplatin · (69 Wo.)IT | DE— aDE | AT50 (1 Wo.)AT | CH2 Gold · (13 Wo.)CH | Erstveröffentlichung: 3. Februar 2023 Verkäufe: + 610.000                                    |
| 2023 | Pazza musica Materia (Prisma)                  | IT10 ×3Dreifachplatin · (31 Wo.)IT | — | — | — | Erstveröffentlichung: 25. Mai 2023 Verkäufe: + 300.000; mit Elodie                           |
| 2023 | Un’altra storia Materia (Prisma)               | IT34 Platin · (10 Wo.)IT | — | — | — | Erstveröffentlichung: 22. September 2023 Verkäufe: + 100.000; feat. Franco126                |
| 2024 | Mandare tutto all’aria –                       | IT31 (4 Wo.)IT | — | — | — | Erstveröffentlichung: 29. November 2024                                                      |
| 2025 | Sto bene al mare –                             | IT25 (… Wo.)IT | — | — | — | Erstveröffentlichung: 13. Juni 2025 feat. Sayf & Rkomi                                       |
| Folgende Lieder erschienen nicht als Single, wurden aber durch das Album zum Download und Streaming bereitgestellt und konnten somit eine Platzierung erlangen: |                                                | | | | |                                                                                              |
| |                                                | | | | |                                                                                              |
| 2009 | Psycho Killer Dove si vola                     | IT18 (3 Wo.)IT | — | — | — | Coverversion, Original von den Talking Heads                                                 |
| 2009 | Insieme a te sto bene Dove si vola             | IT34 (2 Wo.)IT | — | — | — | Coverversion, Original von Lucio Battisti                                                    |
| 2009 | Almeno tu nell’universo Dove si vola           | IT22 (3 Wo.)IT | — | — | — | Coverversion, Original von Mia Martini                                                       |
| 2009 | Billie Jean –                                  | IT49 (1 Wo.)IT | — | — | — | Coverversion, Original von Michael Jackson                                                   |
| 2009 | Il nostro concerto –                           | IT28 (3 Wo.)IT | — | — | — | Coverversion, Original von Umberto Bindi                                                     |
| 2009 | Kiss –                                         | IT30 (3 Wo.)IT | — | — | — | Coverversion, Original von Prince                                                            |
| 2009 | Back in Black –                                | IT22 (2 Wo.)IT | — | — | — | Coverversion, Original von AC/DC                                                             |
| 2009 | Senza fine –                                   | IT28 (1 Wo.)IT | — | — | — | Coverversion, Original von Gino Paoli                                                        |
| 2009 | White Christmas –                              | IT13 (2 Wo.)IT | — | — | — |                                                                                              |
| 2009 | Man in the Mirror Dove si vola                 | IT28 (1 Wo.)IT | — | — | — | Coverversion, Original von Michael Jackson                                                   |
| 2009 | L’amore si odia Dove si vola                   | IT46 (1 Wo.)IT | — | — | — | Coverversion, Original von Noemi und Fiorella Mannoia                                        |
| 2009 | My Baby Just Cares for Me –                    | IT48 (1 Wo.)IT | — | — | — | Coverversion, Original von Nina Simone                                                       |
| 2011 | Un gioco sporco Solo 2.0                       | IT100 (1 Wo.)IT | — | — | — |                                                                                              |
| 2012 | Scrivi qualcosa per me Il senso… di Alex       | IT38 (1 Wo.)IT | — | — | — | Tribute-Beitrag zum Tod von Alex Baroni                                                      |
| 2015 | Se sei come sei Parole in circolo              | IT25 (3 Wo.)IT | — | — | — |                                                                                              |
| 2015 | Invincibile Parole in circolo                  | IT37 (2 Wo.)IT | — | — | — |                                                                                              |
| 2015 | La neve prima che cada Parole in circolo       | IT69 (1 Wo.)IT | — | — | — |                                                                                              |
| 2015 | Mai e per sempre Parole in circolo             | IT79 (1 Wo.)IT | — | — | — |                                                                                              |
| 2015 | Come un attimo fa Parole in circolo            | IT87 (1 Wo.)IT | — | — | — |                                                                                              |
| 2015 | Ed è per questo Parole in circolo              | IT90 (1 Wo.)IT | — | — | — |                                                                                              |
| 2015 | Se io fossi te Parole in circolo               | IT94 (1 Wo.)IT | — | — | — |                                                                                              |
| 2015 | Resti indifferente Le cose che non ho          | IT69 (2 Wo.)IT | — | — | — |                                                                                              |
| 2015 | Le cose che non ho                             | IT48 (2 Wo.)IT | — | — | — |                                                                                              |
| 2015 | Ad occhi chiusi Le cose che non ho             | IT41 Platin · (2 Wo.)IT | — | — | — | Verkäufe: + 50.000                                                                           |
| 2015 | Ricorderai l’amore Le cose che non ho          | IT45 (2 Wo.)IT | — | — | — |                                                                                              |

Weitere Singles
- 2010: Stanco (Deeper Inside)
- 2014: La valle dei re
- 2016: Invencible
- 2016: Ricorderai l’amore (Remember the Love) (feat. Mandy Grace Capristo)
- 2018: La casa azul (IT: Gold; Verkäufe: + 50.000)
- 2023: La Dernière Chanson

Weitere Lieder mit Auszeichnung
- 2021: Il meno possibile (feat. Gazzelle, IT: Gold; Verkäufe: + 50.000)

### Gastbeiträge
| Jahr | Titel Album                       | Höchstplatzierung, Gesamtwochen, AuszeichnungChartplatzierungen (Jahr, Titel, Album, Platzierungen, Wochen, Auszeichnungen, Anmerkungen) | Höchstplatzierung, Gesamtwochen, AuszeichnungChartplatzierungen (Jahr, Titel, Album, Platzierungen, Wochen, Auszeichnungen, Anmerkungen) | Höchstplatzierung, Gesamtwochen, AuszeichnungChartplatzierungen (Jahr, Titel, Album, Platzierungen, Wochen, Auszeichnungen, Anmerkungen) | Höchstplatzierung, Gesamtwochen, AuszeichnungChartplatzierungen (Jahr, Titel, Album, Platzierungen, Wochen, Auszeichnungen, Anmerkungen) | Anmerkungen                                                            |
| Jahr | Titel Album                       | IT | DE | AT | CH | Anmerkungen                                                            |
| --- | --------------------------------- | --- | --- | --- | --- | ---------------------------------------------------------------------- |
| Folgende Lieder erschienen nicht als Single, wurden aber durch das Album zum Download und Streaming bereitgestellt und konnten somit eine Platzierung erlangen: |                                   | | | | |                                                                        |
| |                                   | | | | |                                                                        |
| 2022 | Tutti hanno paura Io non ho paura | IT16 (2 Wo.)IT | — | — | — | Ernia feat. Marco Mengoni                                              |
| 2024 | Fuoco di paglia Maya              | IT29 Gold · (3 Wo.)IT | — | — | — | Verkäufe: + 50.000; Mace feat. Marco Mengoni, Frah Quintale & Gemitaiz |
| 2024 | Uguale a me Poké melodrama        | IT50 (2 Wo.)IT | — | — | — | Angelina Mango feat. Marco Mengoni                                     |

## Auszeichnungen für Musikverkäufe
Anmerkung: Auszeichnungen in Ländern aus den Charttabellen bzw. Chartboxen sind in ebendiesen zu finden.
| Land/RegionAuszeichnungen für Musikverkäufe (Land/Region, Auszeichnungen, Verkäufe, Quellen) | Gold     | Platin       | Verkäufe  | Quellen      |
| -------------------------------------------------------------------------------------------- | -------- | ------------ | --------- | ------------ |
| Italien (FIMI)                                                                               | 6× Gold6 | 85× Platin85 | 5.375.000 | fimi.it      |
| Schweiz (IFPI)                                                                               | Gold1    | —            | 10.000    | hitparade.ch |
| Insgesamt                                                                                    | 7× Gold7 | 85× Platin85 |           |              |